# Lucilio Baso
Lucilio Baso (en latín: Lucilius Bassus) fue un legado romano nombrado por el emperador Vespasiano para ejercer el cargo en la provincia de Judea en el año 71. Se le encomendó acabar con los últimos rescoldos de la gran revuelta hebrea que había asolado la provincia, para lo que obtuvo el mando de la Décima Legión, con la que expugnó las fortalezas judías de Herodión y Maqueronte antes de marchar a asediar Masada.
Baso cayó enfermo y falleció de camino a esta última y por ello el mando de la legión pasó a Lucio Flavio Silva a finales del año 72.
Antes de su nombramiento en Judea, había sido prefecto del Classis Ravennate, una flota romana apostada en Rávena. Había traicionado a Vitelio al respaldar a Vespasiano durante el Año de los cuatro emperadores (69).